# Aeroporto di Biarritz Bayonne Anglet
L'aeroporto di Biarritz "Bayonne Anglet" è un aeroporto francese situato sui territori dei comuni di Anglet e Biarritz, nel dipartimento dei Pirenei Atlantici.